# Kraftwerk Hsieh-Ho
Das Kraftwerk Hsieh-ho (bzw. Xiehe) ist ein Ölkraftwerk im Bezirk Zhongshan, kreisfreie Stadt Keelung, Taiwan, das am Ostchinesischen Meer liegt. Mit Stand November 2022 beträgt die installierte Leistung 1 GW. Das Kraftwerk ist im Besitz von Taipower und wird auch von Taipower betrieben.

## Kraftwerksblöcke
Das Kraftwerk besteht gegenwärtig aus vier Blöcken. Die folgende Tabelle gibt einen Überblick:
| Block | Max. Leistung (MW) | Betriebsbeginn | Turbine | Generator | Dampfkessel      | Status                    |
| ----- | ------------------ | -------------- | ------- | --------- | ---------------- | ------------------------- |
| 1     | 500                | 15.01.1977     | MHI     |           | Babcock & Wilcox | stillgelegt am 31.12.2019 |
| 2     | 500                | 22.12.1977     | MHI     |           | Babcock & Wilcox | stillgelegt am 31.12.2019 |
| 3     | 500                | 16.03.1980     | MHI     |           | Babcock & Wilcox | in Betrieb                |
| 4     | 500                | 26.08.1985     | MHI     |           | Babcock & Wilcox | in Betrieb                |

Die Blöcke 3 und 4 sollen 2024 stillgelegt werden. Es ist geplant, die beiden bereits stillgelegten Blöcke durch ein GuD-Kraftwerk mit einer Leistung von 1 bis 1,3 GW zu ersetzen. Das dafür benötigte LNG soll über ein LNG-Terminal angeliefert werden, das direkt beim Kraftwerk errichtet werden soll. Über das geplante Terminal sollen bis zu 1,8 Mio. t LNG jährlich importiert werden.